# Manifeste hédoniste
Le Manifeste hédoniste est un essai du philosophe Michel Onfray.

## Contenu et analyse
Pour Michel Onfray, la philosophie hédoniste est un concept global englobant aussi bien l'éthique, l'érotique, l'esthétique que le politique. Elle doit tendre à ce que chacun trouve sa place dans ce monde pour pouvoir réussir sa vie.

Vincent Citot étudie son livre et en fait la critique dans un long article publié en 2006 dans la revue « Le Philosophoire ».

Pour Vincent Citot, c’est un livre majeur dans l’œuvre de Michel Onfray. Il écrit en effet à son propos: « Après trente livres, dit M. Onfray, il est temps de faire le point sur la portée et la cohérence d’une œuvre. Ce « manifeste hédoniste » apparaît ainsi comme un résumé de tout son travail, présenté sous une forme systématique. On y trouve une « méthode », une « éthique », une « érotique », une « esthétique », une « bioéthique » et une « politique », soit six chapitres censés donner à comprendre l’ambition et la logique d’une telle philosophie hédoniste. On a donc bien affaire à une pensée qui se veut « totalisante », et Onfray revendique explicitement un retour au « système » comme « pensée forte, solide, structurée, cohérente [qui] tâche d’examiner la totalité du savoir possible » (p. 84). Autrement dit, pour qui veut découvrir la pensée de M. Onfray à moindre frais, c’est bien ce livre qu’on lira. »

Après La Puissance d'exister, pour concrétiser ce qu'est pour lui l'hédonisme, il convoque quelques-uns de ceux qu'il aime et qui représentent à leur façon un aspect, une facette de sa réponse.
L'auteur propose des extraits du « Manifeste hédoniste », dans un second ouvrage, intitulé « Abrégé hédoniste ». Il y expose succinctement ses idées sur la psychologie, l'éthique, l'esthétique, l'érotique, la bioéthique et la politique.